# Peneius (Mond)
Peneius (provisorische Bezeichnung S/2008 (41) 1) ist ein Mond des Hauptgürtel-Asteroiden (41) Daphne. Sein geschätzter Durchmesser beträgt weniger als 2 Kilometer. Er besitzt das kleinste Größenverhältnis aller Asteroidensysteme im Sonnensystem.

## Entdeckung und Benennung
Peneius wurde am 28. März 2008 von einem Astronomenteam bestehend aus A. R. Conrad, William J. Merline, J. D. Drummond, P. M. Tamblyn, Christophe Dumas, B. X. Carry, R. D. Campbell, R. W. Goodrich, W. M. Owen und Clark R. Chapman bei Beobachtungen von (41) Daphne unter Verwendung adaptiver Optik mit dem 10-m-Keck-Teleskop II auf dem Mauna Kea auf Hawaii entdeckt. Zum Zeitpunkt der Entdeckung befand sich Daphne in einer Entfernung von etwa 1,09 AE und hatte einen Winkeldurchmesser von 0,22”.
Die Entdeckung wurde von der Internationalen Astronomischen Union (IAU) am 31. März 2008 bekanntgegeben, der Mond erhielt die vorläufige Bezeichnung S/2008 (41) 1. Inoffiziell wurde der Mond Leucippos genannt, nach Leukippos aus der griechischen Mythologie. Am 6. März 2019 gab das Minor Planet Center bekannt, dass er den Namen Peneius erhalten hat, welcher eine latinisierte Namensform des griechischen Flussgottes Peneios ist.

## Bahneigenschaften
Peneius umkreist Daphne auf einer prograden Bahn in 405 km Abstand zu deren Zentrum (rund 4 Daphne-Radien) innerhalb von 1,1 Tagen, was knapp 3,2 Eigendrehungen von Daphne entspricht. Ursprünglich wurde ein Abstand von 443 km ermittelt, was später auf 405 km nach unten korrigiert wurde. Damit bewegt sich der Mond weit innerhalb von Daphnes Hill-Sphäre von 31.000 km.
Peneius umläuft Daphne in 26,4 Stunden, was etwa 4,4 Eigendrehungen von Daphne entspricht.

## Physikalische Eigenschaften
Der Durchmesser von Peneius wird auf weniger als 2 km geschätzt. Die Entdeckung des Mondes hatte keinen nennenswerten Einfluss auf die Größenbestimmung des Mutterasteroiden, da dieser aktuellen Schätzungen nach eine Größe von etwa 205 km aufweist. Peneius besitzt daher nur etwa 1,1 % des Durchmessers von Daphne, was das bislang extremste Größenverhältnis aller bekannten Asteroidensysteme im Sonnensystem darstellt. Zählt man auch die vier Begleiter des Zwergplanetensystems Pluto/Charon als Asteroidenmonde dazu – Pluto wird formell ja ebenfalls als Asteroid aufgeführt – wird Peneius allerdings von Styx (0,25 %) übertroffen; Auf Platz drei liegt der Plutomond Kerberos mit 1,2 %.
Zählt man die Plutomonde nicht, folgen nach Daphne/Peneius die Systeme Camilla/S/2016 (107) 1 (1,6 %) und Alauda/Pichi üñëm (1,7 %).
Peneius ist ganze 10 Magnituden lichtschwächer als Daphne, und das Massenverhältnis liegt bei 1 zu einer Million.